# Niewidoczni
Niewidoczni (ang. Dirty Pretty Things) – brytyjski thriller z 2002 roku w reżyserii Stephena Frearsa.

## Główne role
- Chiwetel Ejiofor – Okwe
- Audrey Tautou – Senay Gelik
- Sophie Okonedo – Juliette
- Sergi López – Sneaky/Juan
- Benedict Wong – Guo Yi
- Zlatko Burić – Ivan

## Fabuła
Okwe jest nielegalnym imigrantem z Nigerii. Pracuje w Londynie jako nocny portier w hotelu. Kiedy w toalecie znajduje ludzkie serce, postanawia poprowadzić śledztwo na własną rękę. Pomagają mu w tym turecka pokojówka Senay i chińska prostytutka.

## Nagrody i nominacje
Oscary za rok 2003
- Najlepszy scenariusz oryginalny – Steven Knight (nominacja)

Nagroda BAFTA 2002
- Najlepszy film brytyjski (nominacja)
- Najlepszy scenariusz oryginalny – Steven Knight (nominacja)